# Lepanthes suavium
Lepanthes suavium är en orkidéart som beskrevs av Carlyle August Luer och Alexander Charles Hirtz. Lepanthes suavium ingår i släktet Lepanthes och familjen orkidéer. Inga underarter finns listade i Catalogue of Life.